# Iwan Balasch
Iwan Balasch (russisch Иван Балаш, * 16. oder 17. Jahrhundert; † 1633) war Anführer eines Aufstandes in Belarus.

## Leben
Balasch wurde als Sohn eines Klosterbauern geboren. Im Herbst 1632, zu Beginn des Smolensker Krieges, übernahm er die Führung eines Trupps aus der russischen Armee desertierter Bauernsoldaten. Neben Bauern und Kosaken schlossen sich ihm auch städtische Bevölkerung und kleinere Dienstleute an. Im Zuge des Aufstandes wurden viele Adelsgüter zerstört. Die russische Regierung war im Januar 1633 erfolglos bemüht, Balasch und seine Truppe zur Wiedereingliederung in die russische Armee zu veranlassen. Bei einem Gefecht im März 1633 bei Starodub gelang es der russischen Seite jedoch Balasch gefangen zu nehmen. Er verstarb noch 1633. 
Seine Anhänger setzten den Aufstand allerdings noch bis Kriegsende im Dezember 1634 fort. Zum Teil gelang es ihnen sich durch Flucht in das Dongebiet der Kosaken einer Bestrafung zu entziehen.